# Fino-Suecos

Bandeira dos Fino-Suecos

Os Fino-Suecos – em sueco sverigefinnar e em finlandês ruotsinsuomalaiset ou ruosut – são uma minoria de língua finlandesa na Suécia.
Atualmente são aproximadamente 300 000-500 000, atingindo os 675 000 se forem contadas as pessoas de ascendência finlandesa na Suécia.
Os Fino-Suecos são reconhecidos oficialmente como uma das cinco minorias da Suécia.

## Dia dos Fino-Suecos
O Dia dos Fino-Suecos é festejado a 24 de fevereiro, dia do nascimento do escritor e folklorista finlandês Carl Axel Gottlund.

## Fino-Suecos notáveis

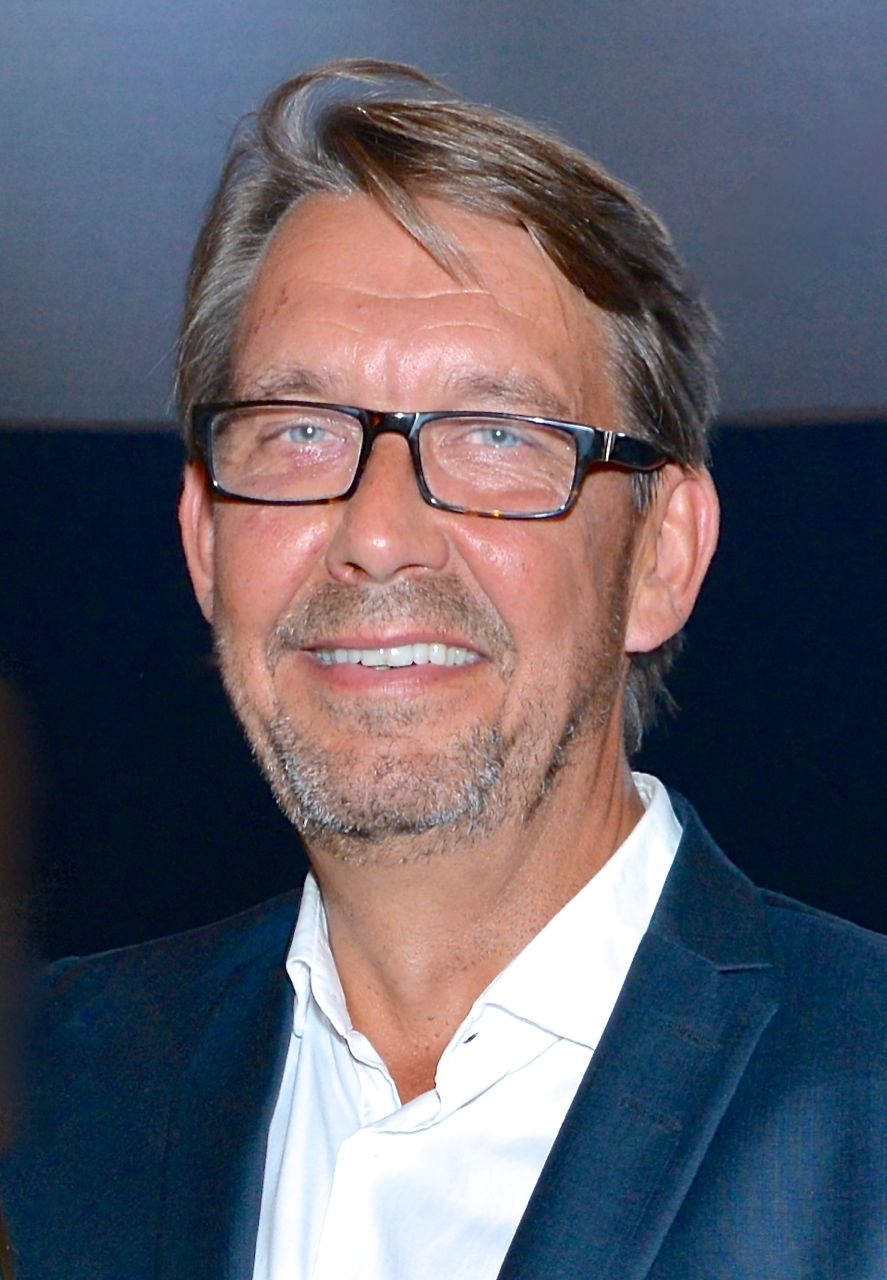
Hasse Aro Apresentador de televisão
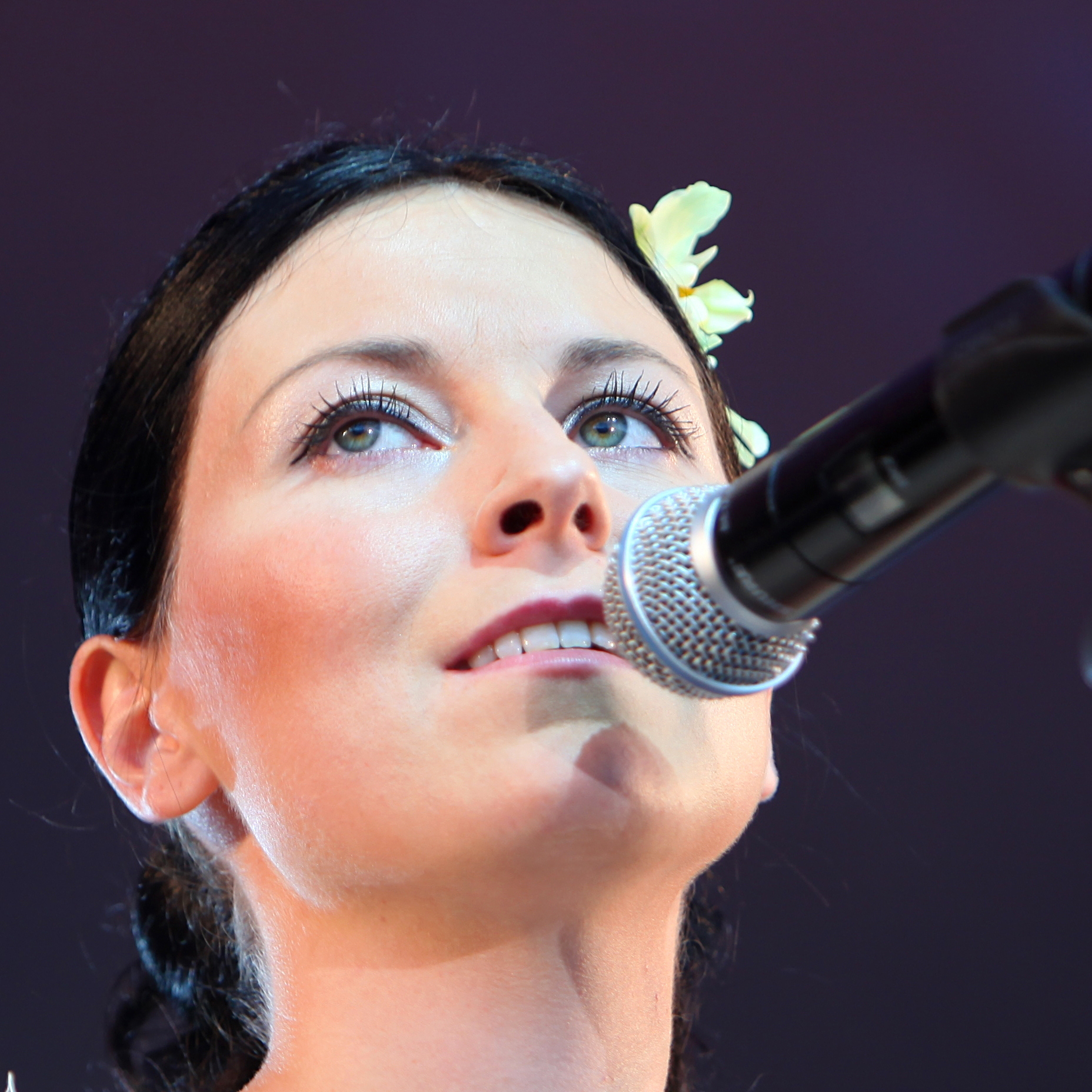
Anna Maria Espinosa Cantora
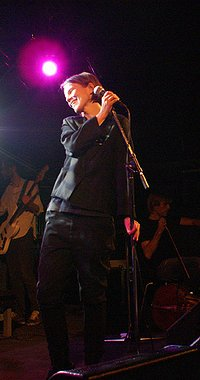
Anna Järvinen Compositora, cantora
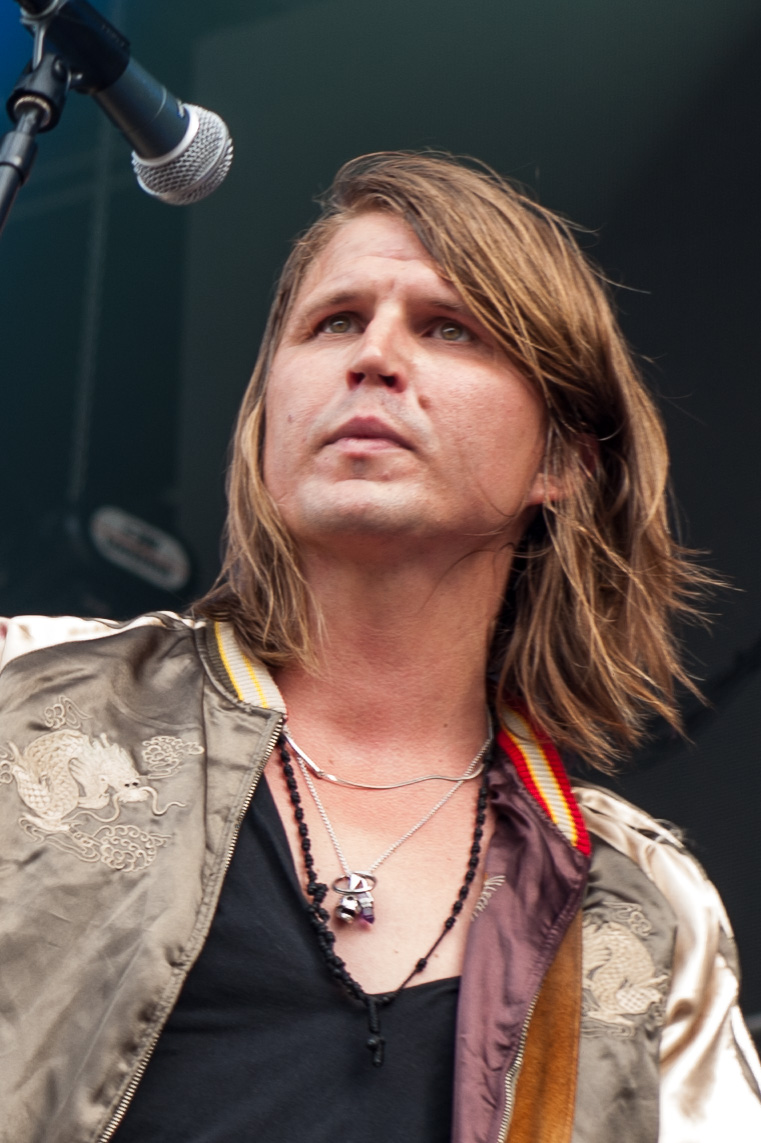
Markus Krunegård Compositor, cantor
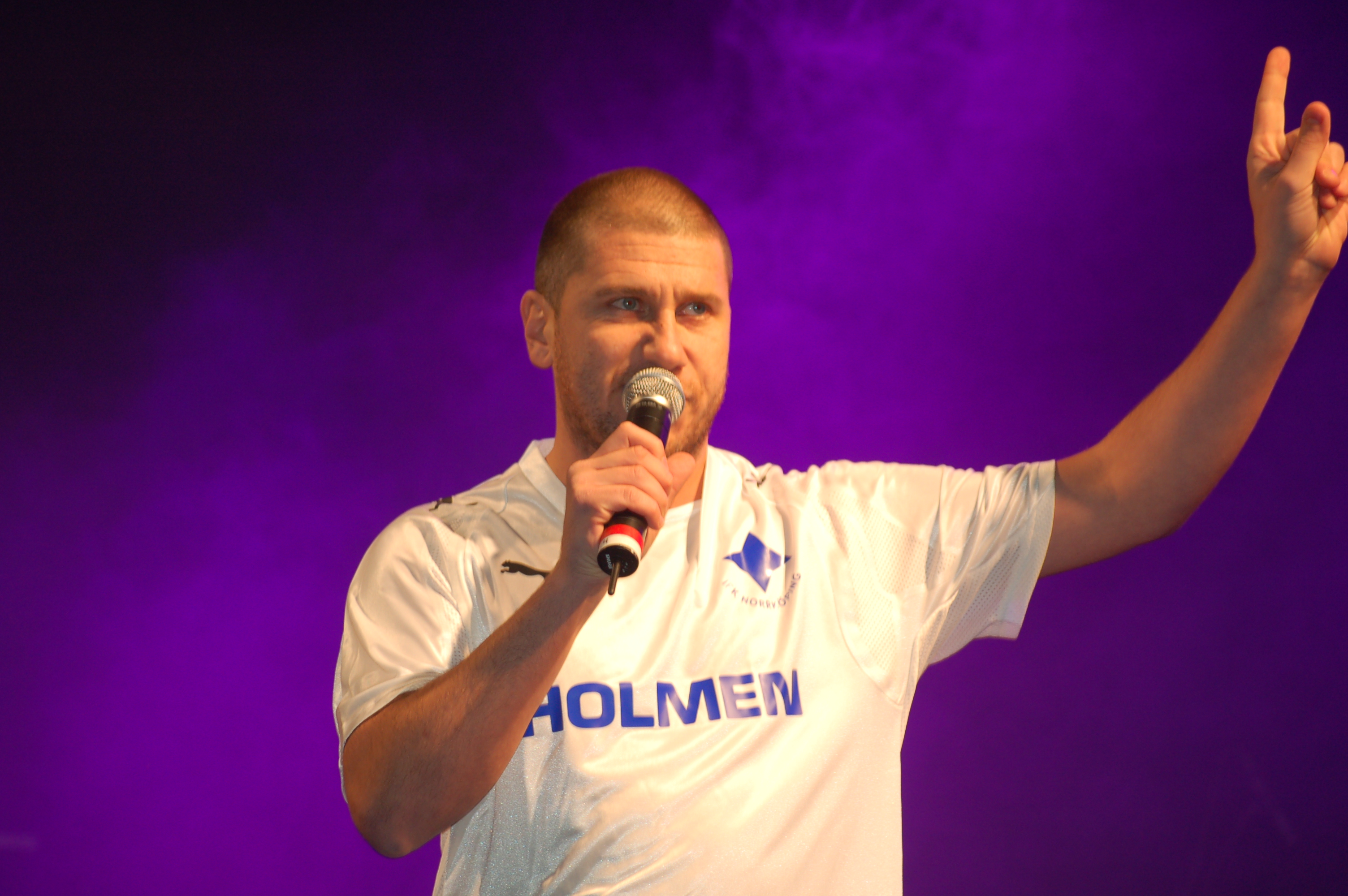
Markoolio Cantor
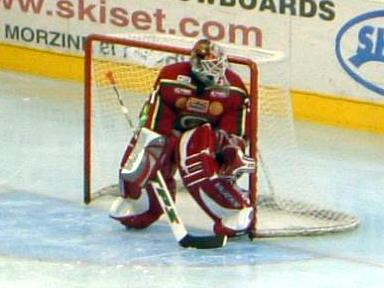
Tommy Salo Jogador de hóquei no gelo
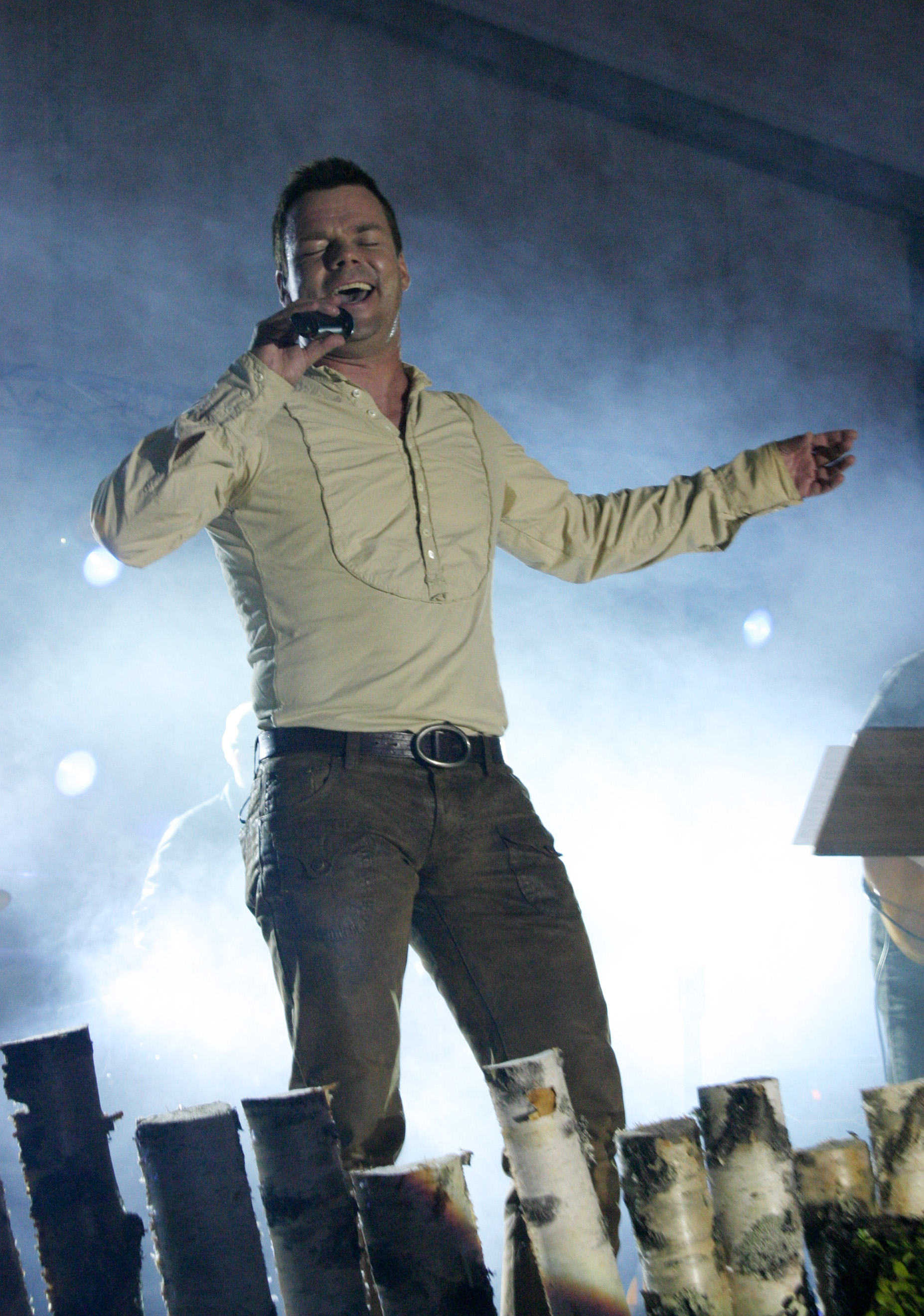
Jari Sillanpää Cantor
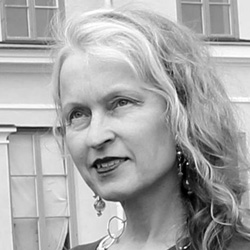
Maini Sorri Compositora
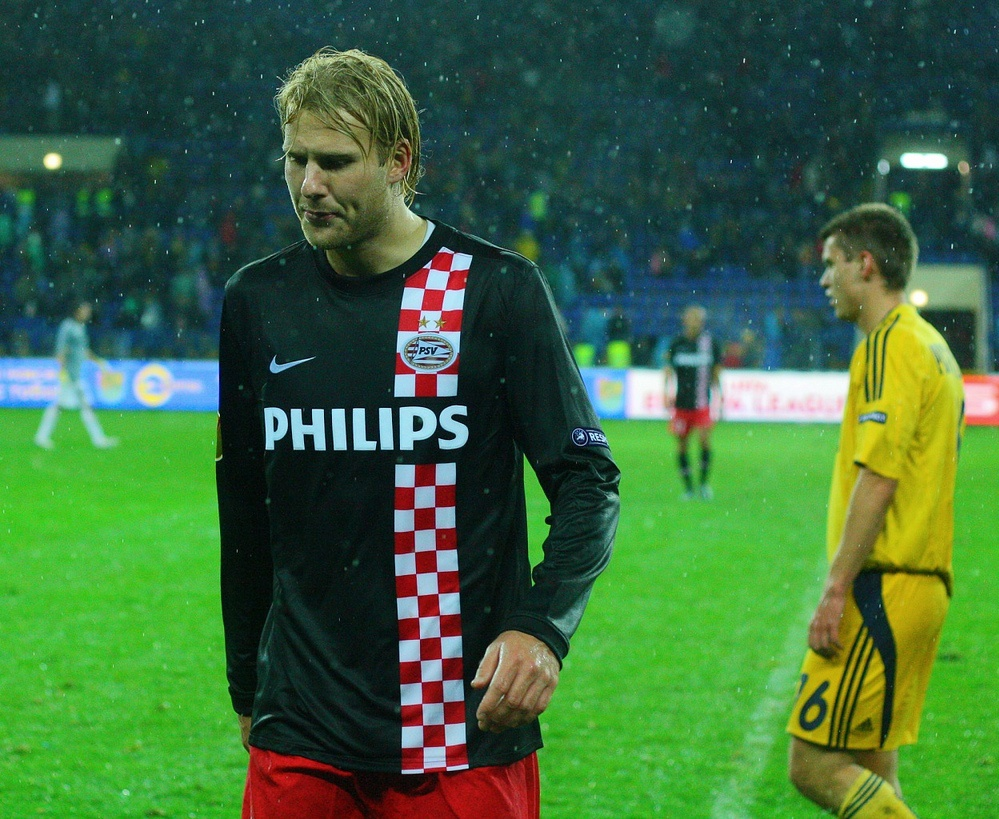
Ola Toivonen Futebolista
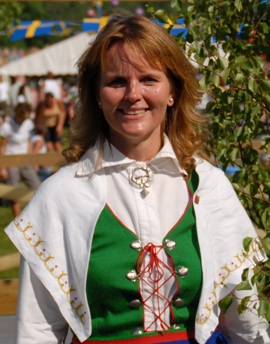
Nina Lundström Política